# Karel Rybička
Karel Rybička, psán též Rybiczka (27. prosince 1784 Lysá nad Labem – 27. prosince 1853 Praha) byl český rytec.

## Život
František Rybička se narodil v Lysé nad Labem roku 1784, v rodině statkáře Karla Rybiczky a jeho manželky Františky, rozené Jakoubkové. Pražský rytec Jan Jiří Balzer ho zaměstnával ve své dílně, po jeho smrti spolupracoval Rybička s Balzerovou vdovou Kateřinou.
Zemřel v Praze, pochován byl na Olšanských hřbitovech.

### Rodinný život
Dne 17. listopadu 1812 se oženil se sedmadvacetiletou Terezií Balzerovou, dcerou svého zemřelého zaměstnavatele Jana Jiřího Balzera.
Syn Karla Rybičky Josef Rybička (1817–1872) byl též významný rytec.

## Dílo
Karel Rybička se anonymně podílel na dílech vydávaných jeho zaměstnavatelem, Janem Jiřím Balzerem. Po Balzerově smrti (po 1799) se jeho jméno objevovalo v signování ilustrací. Jan T. Štefan uvedl, že se podařilo identifikovat čtyři jeho knižní mědirytinové ilustrace z let 1813–1819.
Karel Rybička vydával svá díla pouze v Praze (na rozdíl od syna Josefa, který vydával i mimo Prahu); své příjmení uváděl Karel Rybička na tiscích se spřežkami, syn Josef se psal Rybička. (Některé tisky, u kterých je uváděn Karel Rybička jako rytec, jsou tištěny se jménem rytce bez spřežek, případně tištěny mimo Prahu. Podle zjištění Jana T. Štefana jsou tedy dílem syna, Josefa Rybičky.)

## Zajímavost
Karel Rybička byl v roce 1810 vyšetřován v otázce tisku tzv. nouzových peněžních poukázek bez povolení cenzury. Ty byly vydávány v době napoleonských válek, kdy existoval nedostatek kovových mincí. Rybička, který se hájil tím, že pracoval pouze podle pokynů své tehdejší mistrové – vdovy Terezie Balzerové, se trestu vyhnul. Vdova Balzerová a druhý rytec Jan Berka byli potrestáni pokutou 200 zlatých, která jim po odvolání byla snížena na 100 zlatých.